# Шаркія (губернаторство)
Шаркі́я (Еш-Шаркія, араб. الشرقية) — губернаторство (мухафаза) в Арабській Республіці Єгипет. Адміністративний центр — місто Заказік.
Розташована на півночі країни, в східній частині дельти Нілу, на захід від мухафази Ісмаїлія і на схід від мухафази Дакахлія.

## Населення
По населенню мухафаза Шаркія займає третє місце в усьому Єгипті після мухафаз Каїр і  Гіза. За оцінкою 2006 року, населення Шаркії складало 5340058 осіб, з яких 23 % міського населення і 77 % сільського. Щорічне зростання населення 2,25 %.

## Найбільші міста
| №  | Місто                              | Населення, осіб (2006) |
| -- | ---------------------------------- | ---------------------- |
| 1  | Заказік (Ез-Заказік)               | 302 840                |
| 2  | Більбейс                           | 137 182                |
| 3  | Ель-Ашир-мін-Рамадан               | 125 920                |
| 4  | Абу-Кебір                          | 103 175                |
| 5  | Факус                              | 78 405                 |
| 6  | Ель-Курейн (-Тавахін-ель-Хейсамія) | 64 453                 |
| 7  | Мінья-ель-Камх                     | 62 331                 |
| 8  | Діярб-Нігм                         | 53 384                 |
| 9  | Маштуль-ес-Сук                     | 48 709                 |
| 10 | Хіхья                              | 44 465                 |
| 11 | Ель-Канаят                         | 42 563                 |
| 12 | Абу-Хаммад                         | 39 361                 |
| 13 | Ель-Ібрахімія                      | 32 167                 |
| 14 | Ель-Хусейнія                       | 30 825                 |
| 15 | Кафр-Сакр                          | 30 333                 |
| 16 | Олад-Сакр                          | 21 370                 |
| 17 | Нова Сальхія                       | 18 957                 |

## Економіка
Основним сектором економіки є сільське господарство. Тут вирощують бавовну, пшеницю, рис, бобові і цукрову тростину, а також плодові культури (манго, цитрусові, виноград, фініки).
Промисловість представлена рядом підприємств: харчова промисловість, виробництво хімікатів, пластмас, електроприладів, сторйматеріалів, бавовняна промисловість, заготівля фуражу.

## Освіта
- Університет Заказік — один з найбільших університетів Єгипту, об'єднує 17 факультетів.
- Філія каїрського університету Аль-Азгар.
- 5 технічних коледжів
- 26 професійних училищ